# Coyame
Coyame (denominazione ufficiale Santiago de Coyame) è un comune del Messico, situato nello stato federato di Chihuahua. È il capoluogo della municipalità di Coyame del Sotol.